# Albinas Vaižmužis
Albinas Vaižmužis (* 1. Juni 1936 in Prūseliai, Rajongemeinde Panevėžys) ist ein litauischer Agronom und Politiker.

## Leben
1955 absolvierte er die 1. Mittelschule Panevėžys und 1958 das Technikum der Landwirtschaft in Joniškėlis, von 1960 bis 1965 das Diplomstudium der Agronomie an der Landwirtschaftsakademie der Vytautas-Magnus-Universität in Kaunas.
Von 1958 bis 1960 arbeitete er im Kolchos in Sodeliai, von 1961 bis 1963 in Maženiai, von 1970 bis 1979 in Kupiškis, von 1981 bis 1991 in Antašava. Von 1992 bis 2000 war er Mitglied im Seimas.
Von 1958 bis 1970 war er Deputat von Karsakiškis bei Panevėžys, von 1981 bis 1986 in Antašava, von 1986 bis 1992 und von 2000 bis 2015 im Rat der Rajongemeinde Kupiškis.
Er war Mitglied der KPdSU, danach der Lietuvos valstiečių partija, ab 2001 der Valstiečių ir Naujosios demokratijos partijų sąjunga.